# Ivan Pješčák
Ivan Pješčák nebo Ivan Pješčak (20. září 1904 Veľký Lipník – 7. prosince 1972 Prešov) byl československý politik a poslanec Národního shromáždění republiky Československé za Autonomistický blok.

## Biografie
Působil v obci Veľký Lipník. Byl učitelem, redaktorem a právníkem.
Po parlamentních volbách v roce 1935 kandidoval za Autonomistický blok – širší politickou alianci, kterou vytvořila Hlinkova slovenská ľudová strana a jiné formace. Mandát získal až dodatečně, v dubnu 1937, jako náhradník poté, co zemřel poslanec Štefan Onderčo. Pocházel ze severovýchodního okraje Slovenska. Poslanecký slib skládal v rusínštině. Kromě parlamentních postů se krátce stal i ministrem autonomní vlády Karpatské Ukrajiny. Působil jako ministr ve vládě Andreje Bródyho a první vládě Augustina Vološina.
Po Únoru působil jako školní inspektor ukrajinských škol na Prešovsku a právník v Prešově, ale již v roce 1949 byl obviněn z buržoazního nacionalismu a zbaven politických práv.